# AC Caruaru
AC Caruaru was een Braziliaanse voetbalclub uit Caruaru in de staat Pernambuco. 

## Geschiedenis
De club werd opgericht in 1975 en speelde zes seizoenen in de hoogste klasse van het staatskampioenschap (1979, 1983, 1985, 1987, 1989 en 1990). De club speelt in de schaduw van stadsrivalen Central SC en CA do Porto. 